# ملوك بازار
ملوك بازار (بالفارسية: ملوک بازار) هي قرية تقع في منطقة بولان في إيران. يقدر عدد سكانها بـ 244 نسمة بحسب إحصاء 2016.